# خوان كارلوس روزاس سالغادو
خوان كارلوس روزاس سالغادو (بالإنجليزية: Juan-Carlos Rozas Salgado)‏ مواليد 5 مايو 1963 في بلد الوليد، هو دراج إسباني سابق.

## روابط خارجية
- خوان كارلوس روزاس سالغادو على موقع أرشيف الدراجات (الإنجليزية)
- خوان كارلوس روزاس سالغادو على موقع إحصائيات الدراجات الإحترافية (الإنجليزية)